# スカーポリ
スカーポリ（イタリア語: Scapoli）は、イタリア共和国モリーゼ州イゼルニア県にある、人口約600人の基礎自治体（コムーネ）。

## 地理

### 位置・広がり

#### 隣接コムーネ
隣接するコムーネは以下の通り。
- コッリ・ア・ヴォルトゥルノ
- フィリニャーノ
- ロッケッタ・ア・ヴォルトゥルノ

## 行政

### 分離集落
スカーポリには、以下の分離集落（フラツィオーネ）がある。
- Acquaviva, Cannine, Cerratino, Collalto, Collematteo, Fontecostanza, Fonte La Villa, Padulo, Pantano, Parrucce, Ponte, Prato, Santa Caterina, Sodalarga, Vaglie, Vicenne